# Horisme cristata
Horisme cristata là một loài bướm đêm trong họ Geometridae.